# 호서대학교 축구단
호서대학교 축구부(영어: Hoseo University  Football Club)는 대한민국 충청남도 아산시에 위치한 대학교 축구부이다. 호서대학교에서 운영하는 대학 축구부이며, 2017년에 해단되었다.

## 참고 문헌
- “KFA 통합경기정보 시스템”. 대한축구협회.

## 같이 보기
- 호서대학교